# 中田千彦
中田 千彦（なかた せんひこ、1965年（昭和40年） - ）は、日本の建築学者。
宮城大学教授。

## 概要
- 2009年、日本建築学会賞教育賞を阿部仁史他と共同受賞。教育者として高い評価を得ている。

## 略歴
- 1965年　東京都生まれ。
- 1990年　東京藝術大学美術学部建築科卒業。
- 1993年　コロンビア大学建築・都市・歴史保存大学院建築修士課程修了。
- 1994～1997年　東京藝術大学美術学部建築科助手。
- 1997～2000年　京都造形芸術大学通信教育部専任講師。
- 2000～2003年　京都造形芸術大学芸術学部環境デザイン学科助教授。
- 1997～2000年　コロンビア大学研究員。
- 2003～2006年　新建築社勤務（『a＋u』誌副編集長）。
- 2005年　東京藝術大学大学院美術研究科博士後期課程満期退学（六角鬼丈研究室）。
- 2006年～2016年　宮城大学事業構想学部デザイン情報学科准教授。
- 2016年〜　宮城大学事業構想学部デザイン情報学科教授。

## 受賞歴
- 2009年　日本建築学会賞教育賞 - 阿部仁史、石田壽一、小野田泰明、本江正茂、堀口徹、中田千彦、槻橋修「デザイン教育の先駆的試み－国際建築ワークショップ－」

## その他
- 曽根裕は藝大スキー部時代のスキー仲間である。
- 長坂常、中山英之、山口誠は藝大助手時代の学生である。
- せんだいデザインリーグ、シェルター学生設計競技など審査員を歴任。